# مصروفات الفوائد
مصروفات الفوائد هو السعر الذي يفرضه المُقرض على المقترض خلال فترة زمنية محددة مقابل اقراض المُقرض الأموال. ويتم حساب الفائدة يوميًا، ولكن من المحتمل دفع الفائدة شهريًا أو ربع سنويًا أو نصف سنويًا أو سنويًا.
في بيان الدخل، يمكن أن تمثل مصروفات الفائدة تكلفة اقتراض الأموال من البنوك ومستثمري السندات ومصادر أخرى. وتختلف مصروفات الفائدة عن نفقات التشغيل والنفقات الرأسمالية، لأنها تتعلق بهيكل رأس مال الشركة، وعادة ما تكون معفاة من الضرائب.

## حساب معدل الفائدة
يوضح ما يلي حساب معدل الفائدة.
1. خذ المبلغ الأساسي المستحق على القرض خلال الفترة.
2. تحديد معدل الفائدة السنوي.
3. حدد الفترة الزمنية التي سيتم احتساب مصروفات الفائدة فيها.
4. استخدم الصيغة التالية لحساب مصروفات الفائدة. (الرئيسي × سعر الفائدة × الفترة الزمنية = مصروفات الفائدة)

بمجرد احتساب رسوم الفائدة، يتم تسجيلها عادةً كخصوم مستحقة من قبل المقترض. سيتم تحميل القيد على مصروفات الفائدة وقيده في الخصوم المستحقة. يذهب الائتمان إلى حساب الحسابات الدائنة عندما يصدر المُقرض فاتورة بالمصروفات. ويمكن الخصم من الحسابات الدائنة والائتمان النقدي عند دفع رسوم الفائدة.